# Manal el-Bahraoui
Manal el-Bahraoui (arabisch منال البحراوي, DMG Manāl al-Baḥrāwī; * 6. Januar 1994) ist eine bahrainische Mittelstreckenläuferin marokkanischer Herkunft, die seit 2017 für Bahrain startberechtigt ist.

## Sportliche Laufbahn
Erste internationale Erfahrungen sammelte Manal el-Bahraoui bei den Arabischen-Juniorenmeisterschaften 2010 in Kairo, bei denen sie die Bronzemedaille im 800-Meter-Lauf gewann. Im August nahm sie über 1000 Meter an den erstmals ausgetragenen Olympischen Jugendspielen in Singapur teil und entschied dort das B-Finale in 2:53,87 min für sich. Im Jahr darauf wurde sie bei den Juniorenafrikameisterschaften in Gaborone Sechste über 800 Meter, wie auch bei den Jugendweltmeisterschaften nahe Lille kurz darauf. Über 400 Meter nahm sie im Oktober an den Panarabischen  Meisterschaften in al-Ain teil und wurde dort in 57,37 s Fünfte. Im Jahr darauf gewann sie bei den Juniorenweltmeisterschaften in Barcelona in 2:03,09 min die Bronzemedaille hinter der US-Amerikanerin Ajeé Wilson und Jessica Judd aus dem Vereinigten Königreich.
2017 startete el-Bahroui für Bahrain bei den Islamic Solidarity Games in Baku, bei denen sie mit 2:04,49 min im Finale den sechsten Platz belegte.
2018 nahm sie erstmals an den Asienspielen in Jakarta teil und gewann dort in 2:02,69 min die Bronzemedaille hinter der Chinesin Wang Chunyu und Margarita Mukaschewa aus Kasachstan.
2011 wurde el-Bahraoui Marokkanische Meisterin im 400-Meter-Lauf.

## Bestleistungen
- 400 Meter: 54,87 s, 12. Mai 2012 in Rabat
- 800 Meter: 2:00,82 min, 25. Juli 2013 in Rabat
  - 800 Meter (Halle): 2:09,63 min, 19. Februar 2016 in Sabadell
- 1000 Meter: 2:47,21 min, 22. Mai 2010 in Algier
- 1500 Meter: 4:12,82 min, 1. Juni 2018 in Andújar